# Tony Dorsett
Pour les articles homonymes, voir Dorsett.
College Football Hall of Fame 1994
Pro Football Hall of Fame 1994
(en) Statistiques sur pro-football-reference
Tony Dorsett, né le 7 avril 1954 à Rochester (Pennsylvanie), est un joueur professionnel de football américain évoluant au poste de running back.

## Biographie
Avec les Panthers de Pittsburgh (NCAA), il fut champion national en 1976 et remporta à titre individuel le Trophée Heisman.
Il fut sélectionné en deuxième choix lors de la draft 1977 par les Cowboys de Dallas (NFL). Il remporte dès sa première saison le Super Bowl, devenant ainsi le premier joueur à enchaîner titre NCAA et Super Bowl. Il compte quatre participations au Pro Bowl : 1978, 1981, 1982 et 1983.
En novembre 2013, Dorsett a annoncé qu'il présentait des signes d'encéphalopathie traumatique chronique, une maladie du cerveau que l'on retrouve chez de nombreux anciens joueurs de football, boxeurs et joueurs de hockey. Dorsett a spécifiquement fait référence à la perte de mémoire et à la rage inexpliquée comme étant les principaux symptômes qui l'affectent à la retraite,.

## Statistiques NFL
- 173 matchs joués
- 2 936 courses
- 12 739 yards gagnés en course
- 77 touchdowns sur course
- 398 réceptions de passes
- 3 554 yards gagnés sur passe
- 13 touchdowns sur passe